# St George Wharf Tower
St George Wharf Tower (eng. St George Wharf Tower, czasem nazywany również Vauxhall Tower) - wieżowiec mieszkalny, składający się z 223 mieszkań, usytuowany w dzielnicy Vauxhall, bezpośrednio nad rzeką Tamizą, w Londynie. Wieża St George Wharf znajduje się na dziewiątym miejscu, na liście najwyższych budynków w Londynie.
Jest to najwyższy apartamentowiec w Londynie.
W trakcie budowy w 2013 roku helikopter zderzył się z dźwigiem na budowli i rozbił się o ziemię, powodując dwie ofiary śmiertelne.

## Szczegóły konstrukcji
Budynek jest podzielony na trzy odrębne części - biurowo-obsługową (hol główny, sala konferencyjna, siłownia, spa i basen), mieszkaniową (po pięć mieszkań na każde piętro) i część górną, gdzie się znajdują tarasy i turbina wiatrowa, wzieńczająca całą konstrukcję.
Dziesięciometrowa turbina wiatrowa wyprodukowana przez brytyjską firmę Matilda's Planet zapewnia ogólne oświetlenie wieży przy zerowym hałasie i wibracjach.

## Nagrody i nominacje
- Best Large Residential - LABC London Building Excellence Awards 2014
- Best Luxury Home - Evening Standard New Homes Awards 2014
- Best Tall Building Europe - Nominated - CTBUH Awards 2014
- Hard Landscaping Construction (non-domestic) Cost over £1.5m - BALI (British Association of Landscape Industries) Awards 2014[1]

## Właściciele mieszkań
W maju 2016 r. gazeta The Guardian poinformowała, że 131 z 210 mieszkań należało do obcokrajowców. Rodzina rosyjskiego miliardera Andrieja Gurjewa jest właścicielem pięciopiętrowego penthouse'u. Pozostałymi właścicielami apartamentów m.in. są: król Ebitimi Banigo (były minister Nigerii), Chong Meng (przedsiębiorca, pochodzący z Singapuru), Sharshenbek Abdykerimov (producent wódki, pochodżący z Kirgistanu) i Witalij Orłow (właściciel rosyjskiej floty rybackiej, który kupił całe 39 piętro).

## Wypadek helikoptera
16 stycznia 2013 roku około godziny 8 rano śmigłowiec AgustaWestland AW109 uderzył w dźwig budowlany przymocowany do prawie ukończonego budynku, a następnie rozbił się na Wandsworth Road, uderzając w dwa samochody i podpalając dwa pobliskie budynki. Jednym z zabitych był pilot, który leciał sam; drugi był pieszym. Dźwig został poważnie uszkodzony w wypadku, ale jego operator spóźnił się do pracy, więc nie było go w kabinie w momencie kolizji. 

## Galeria

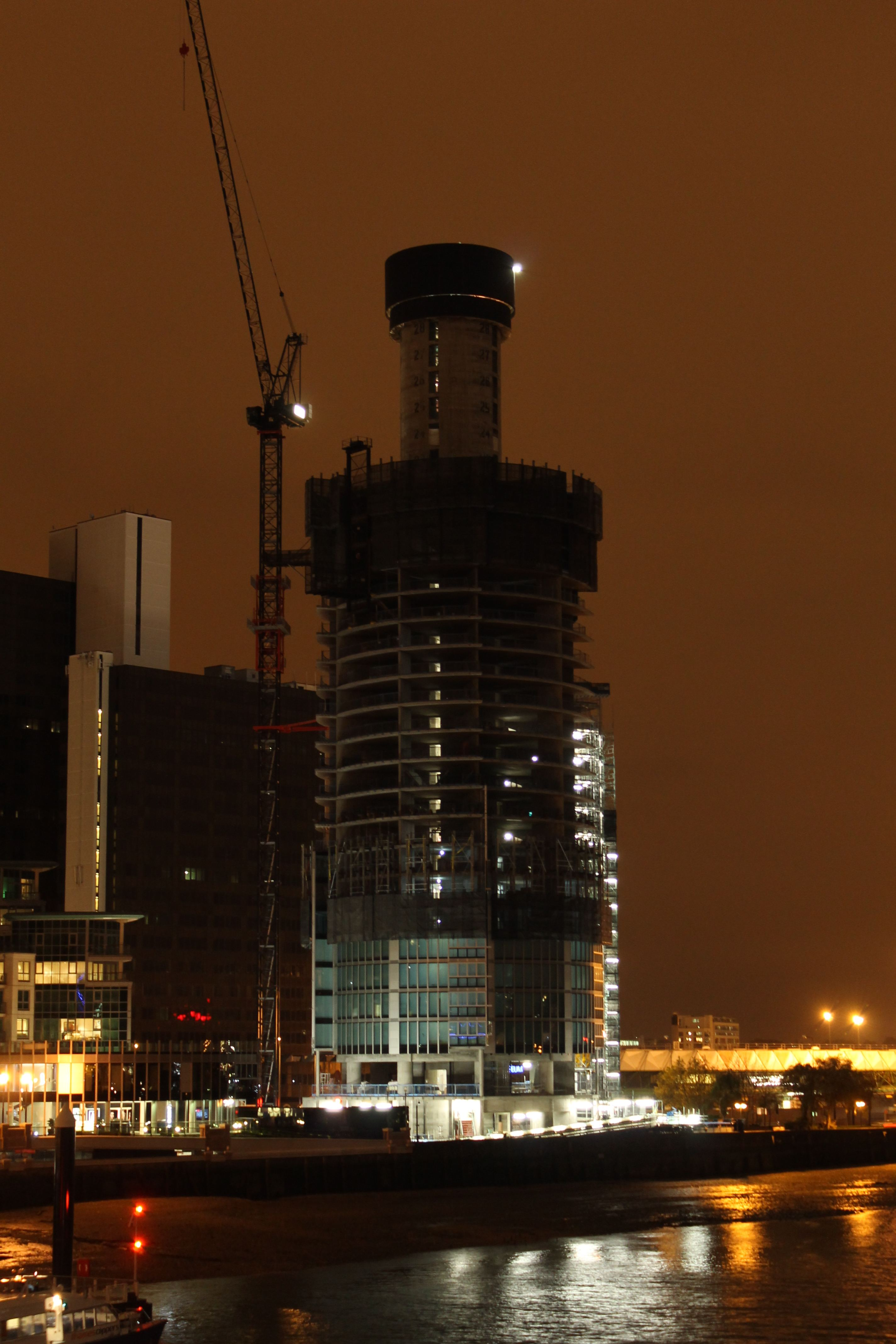
Listopad 2011
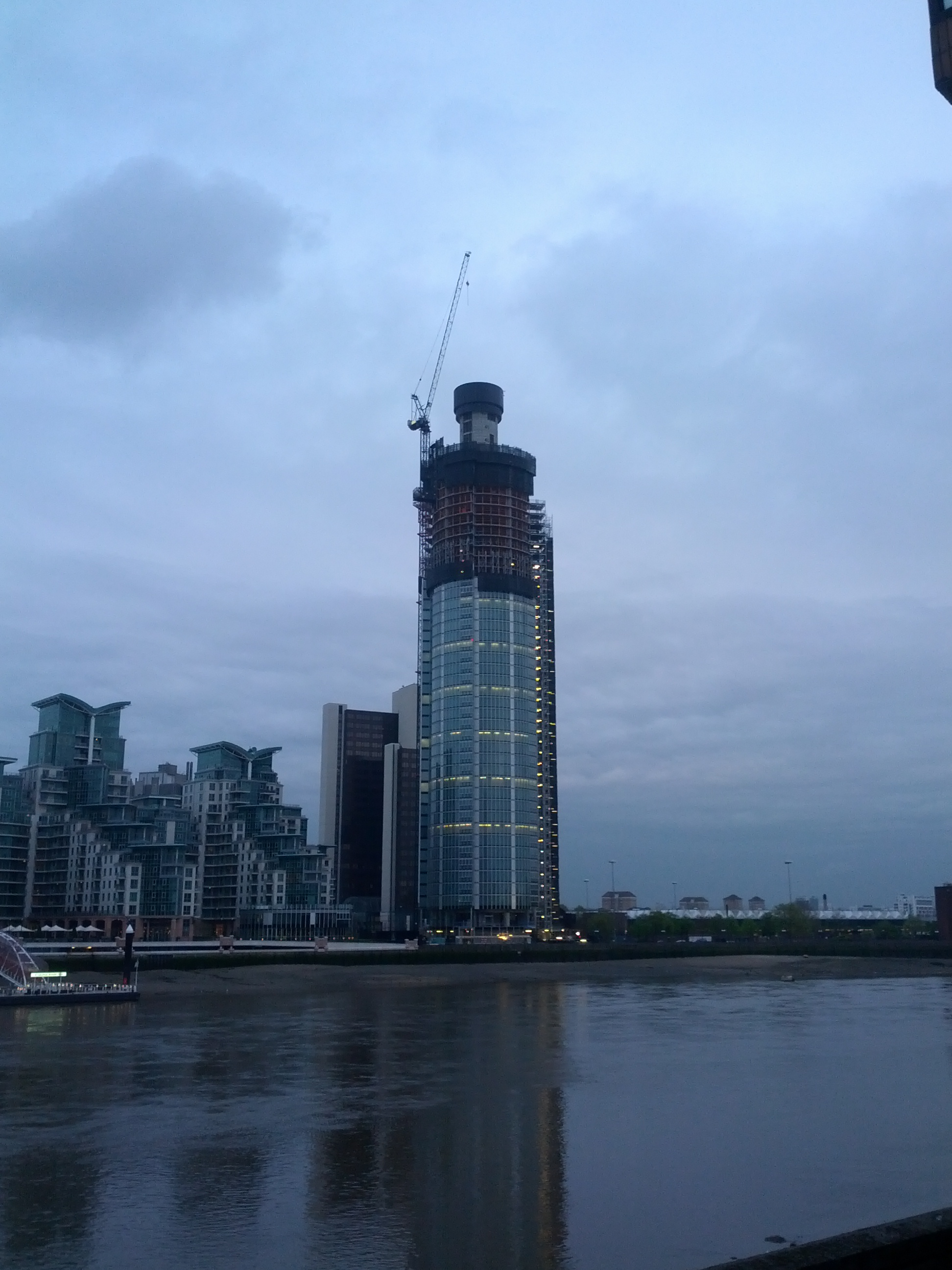
Maj 2012
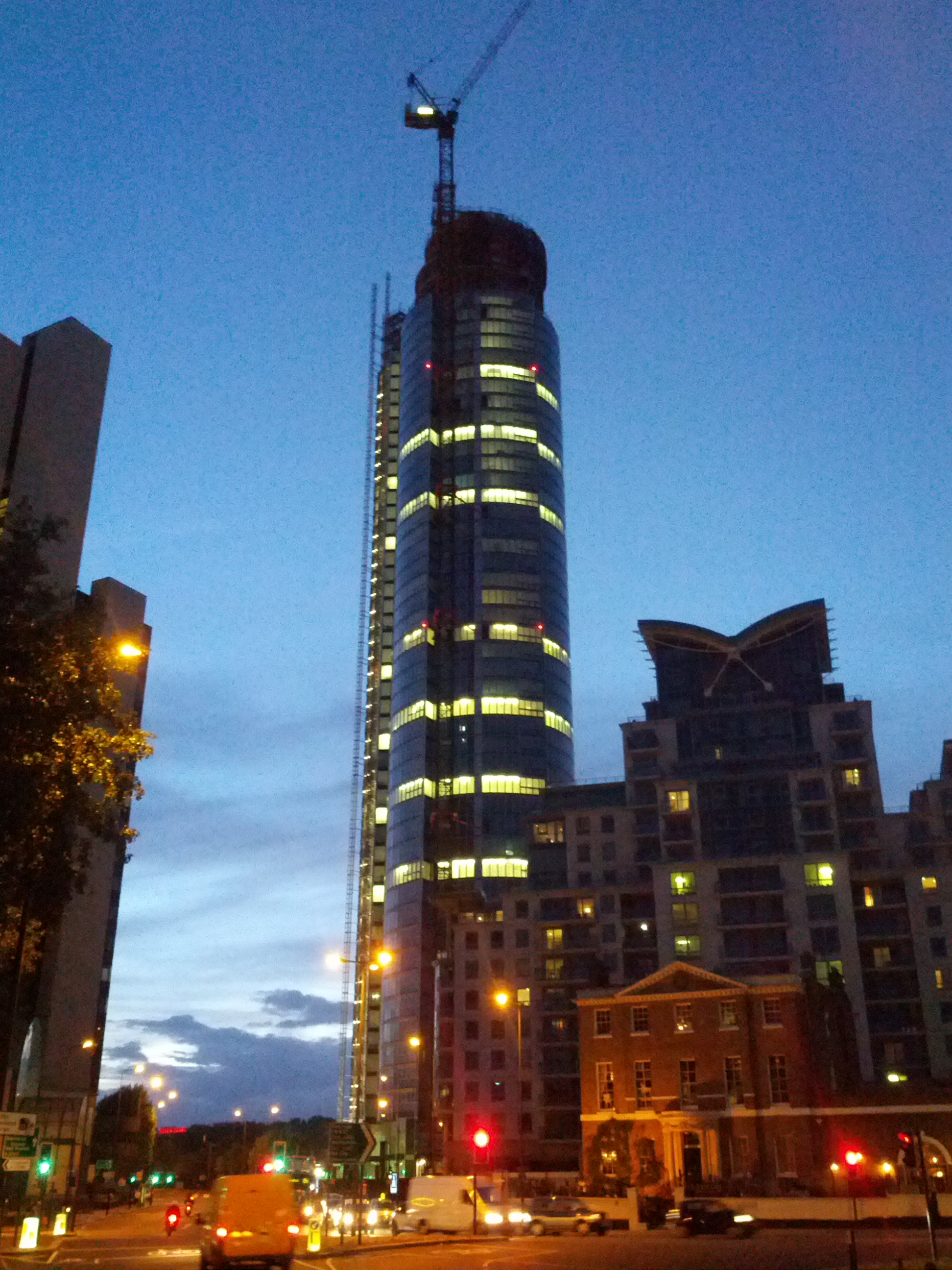
Wrzesień 2012
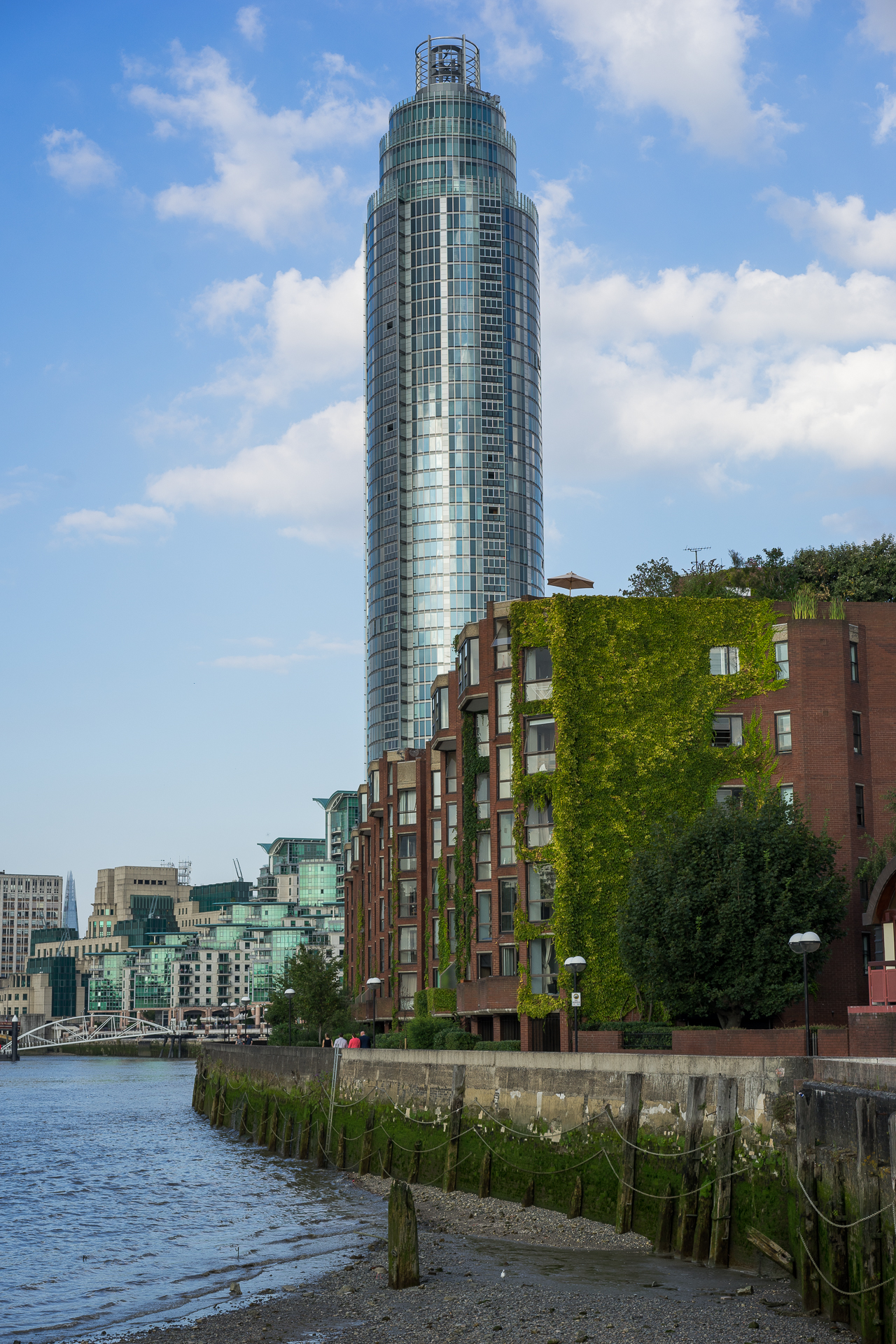
Sierpień 2015
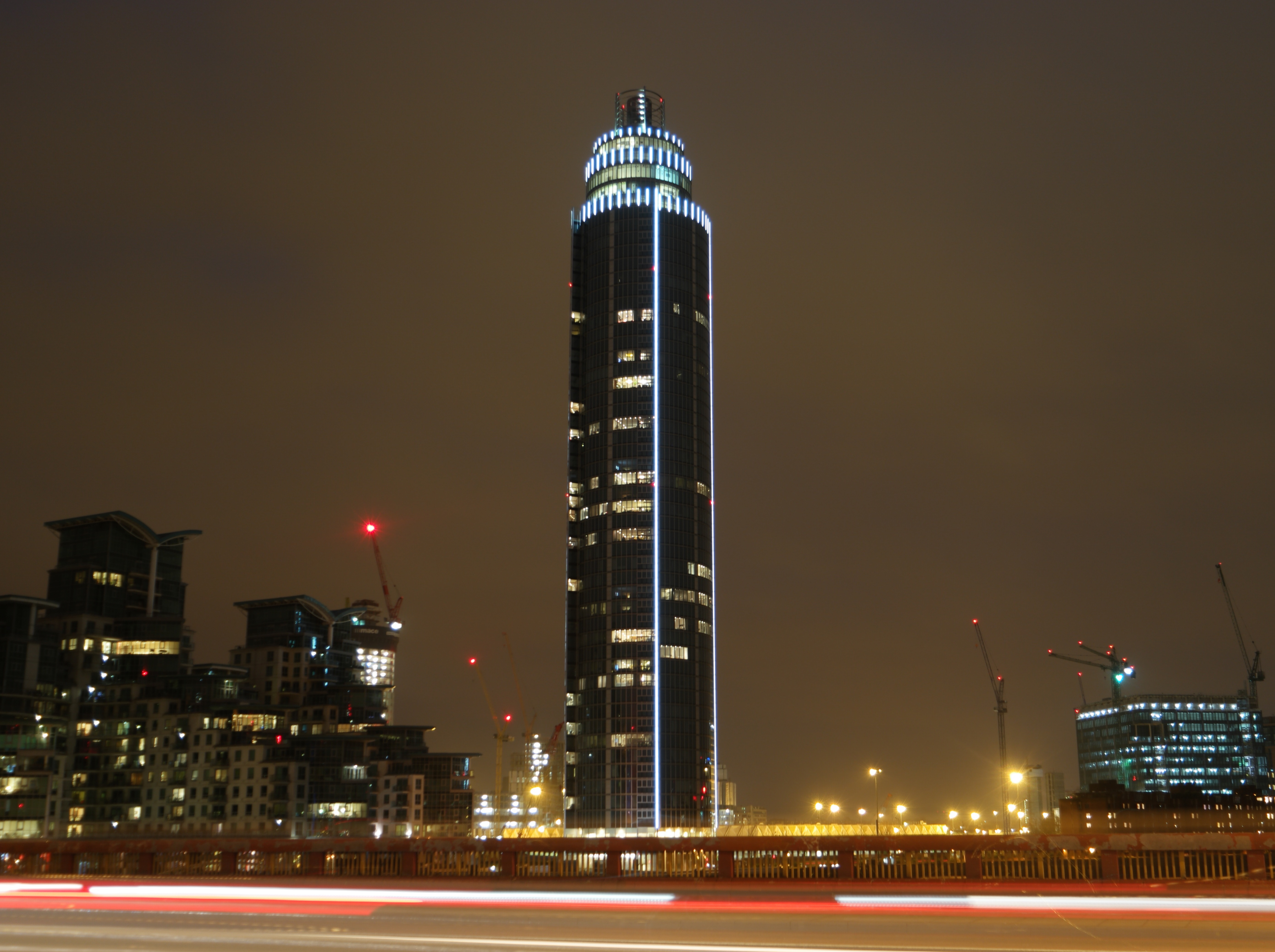
Luty 2016
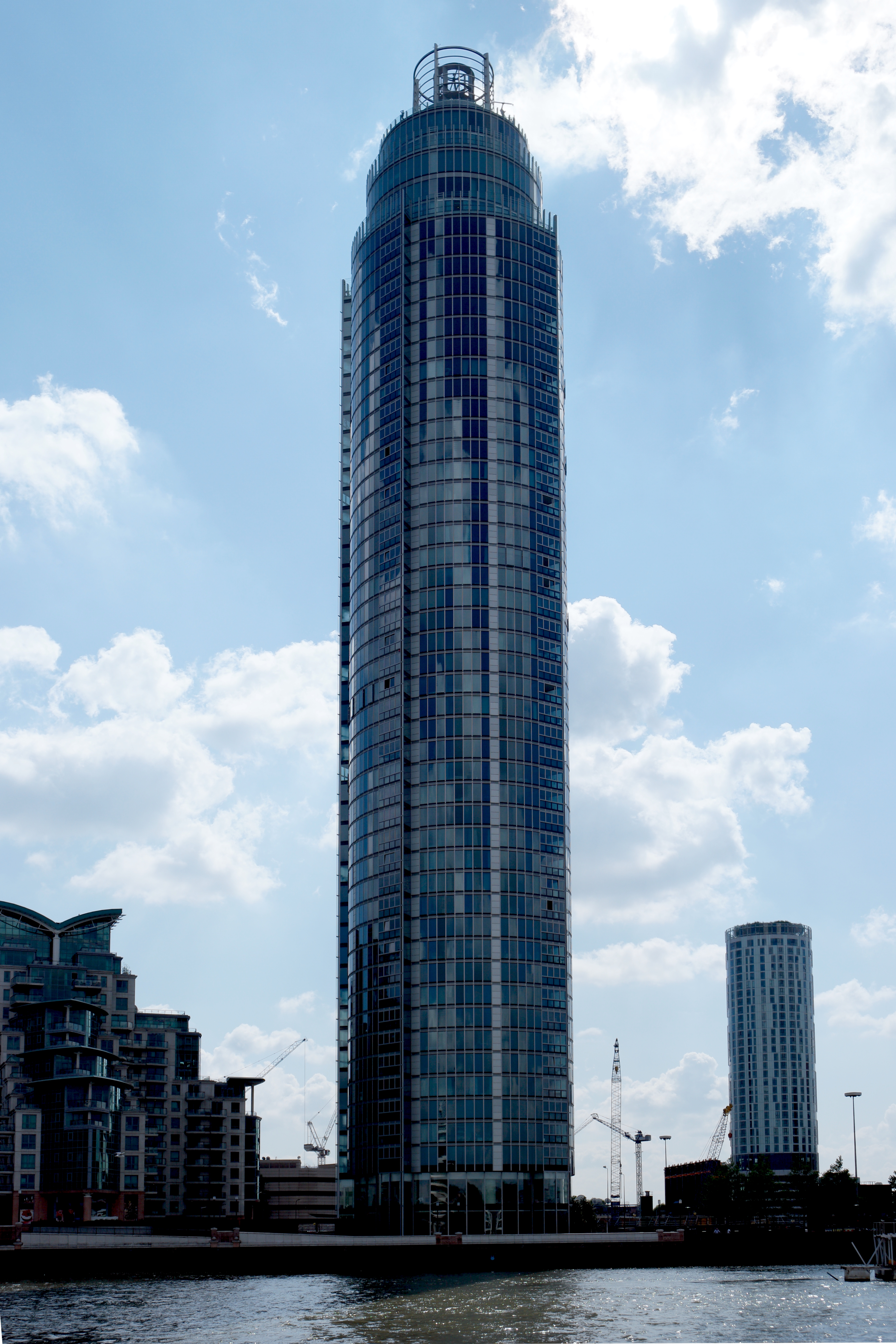
Wrzesień 2017